# Ydre Ringvej (Fredericia)
Ydre Ringvej er en ringvej udenom Fredericia. Vejen er 6 km lang.
Vejen tager sin begyndelse ved en rundkørsel, hvor der mødes med primærrute 28 nord for Fredericia. Herefter går den i en stor bue i sydvestlige retning. På vejen passeres nord om Coca-Cola Tapperierne inden vejen føres i en tunnel under jernbanen cirka halvvejs på strækningen. Vejen slutter ved en rundkørsel i det vestlige Fredericia, hvor der mødes med Vejlevej.
Vejen er anlagt af flere omgange. Det første stykke indtil jernbanen er fra 1990'erne, hvorimod det sidste stykke først blev indviet i 2012.